# Сан-Асенсіо
Сан-Асенсіо (ісп. San Asensio) — муніципалітет в Іспанії, у складі автономної спільноти Ла-Ріоха. Населення — 1274 осіб (2009).
Муніципалітет розташований на відстані близько 250 км на північ від Мадрида, 25 км на захід від Логроньйо.

## Демографія
Динаміка населення (INE ):

## Галерея зображень

Розташування муніципалітету
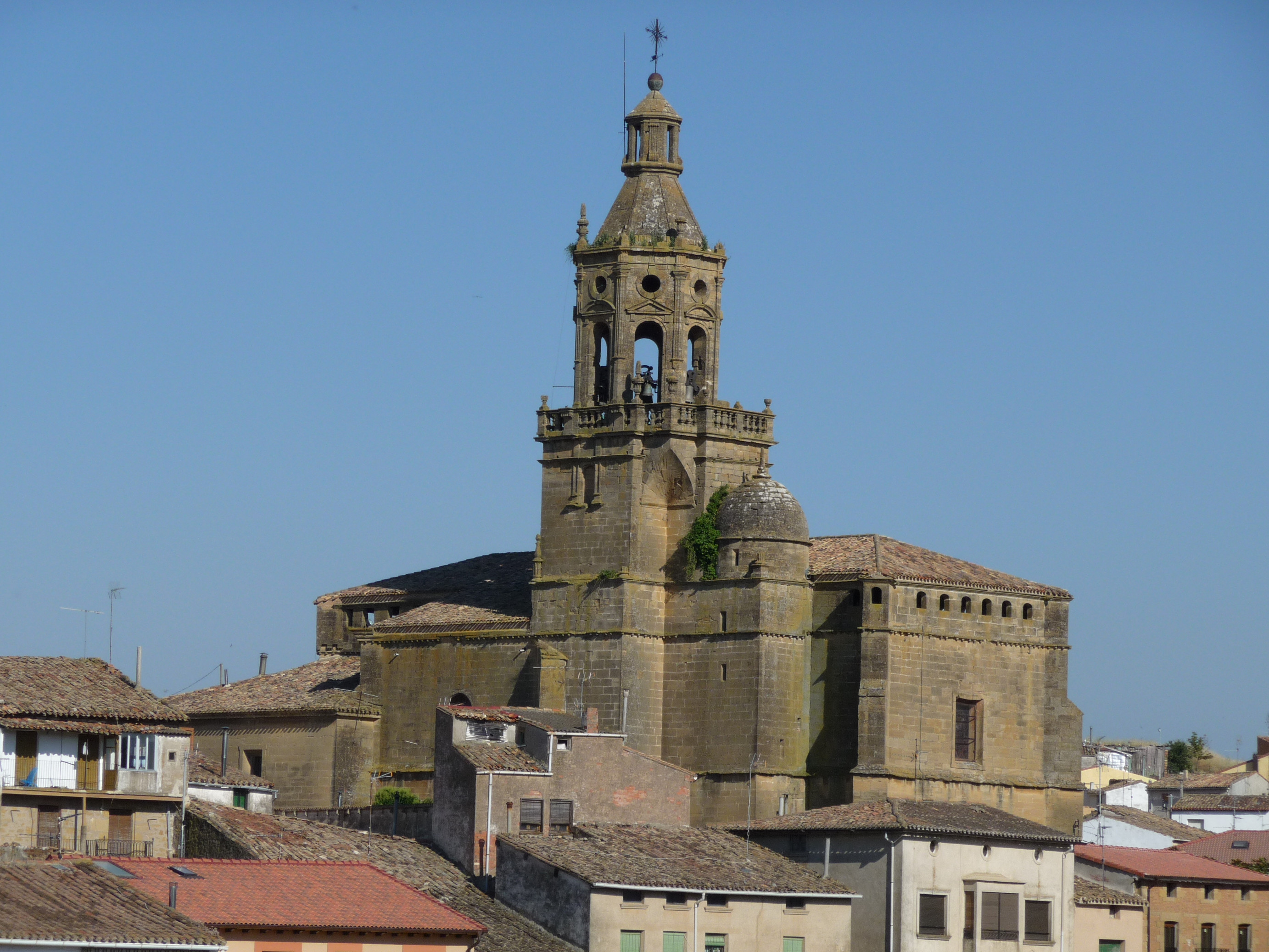
Церква Ла-Асенсьйон
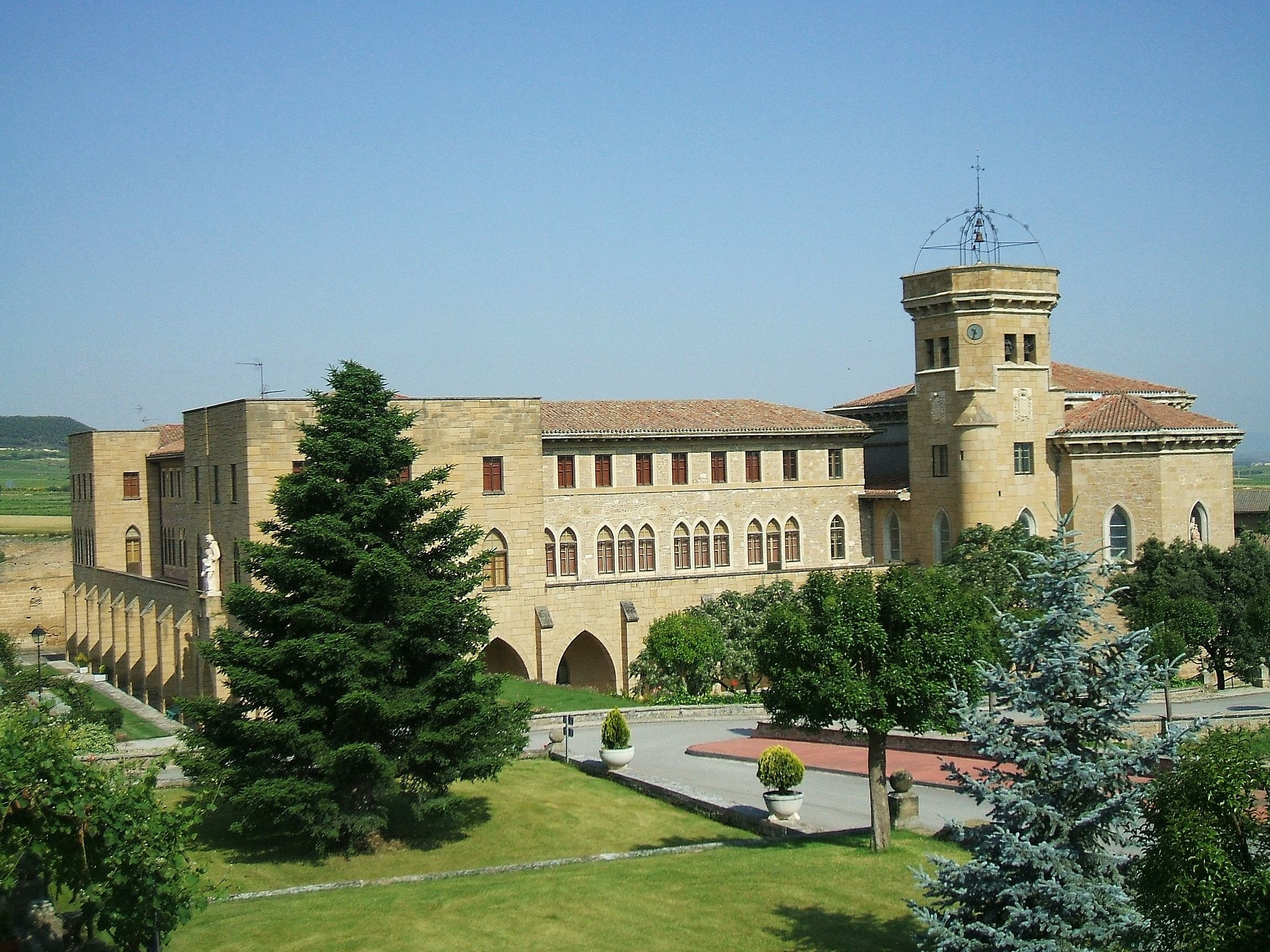
Монастир Санта-Марія-де-ла-Естрелья